# Ampferbach
Ampferbach ist ein Gemeindeteil des Marktes Burgebrach im oberfränkischen Landkreis Bamberg in Bayern.

## Geographie
Das Pfarrdorf Ampferbach liegt am östlichen Rand des Steigerwaldes im Tal der Rauhen Ebrach, eines linken Zuflusses der Regnitz, auf 272 m ü. NHN. Südwestlich des Ortes liegt der Burgstall Windeck auf 343 m ü. NHN. Die Staatsstraße 2262 verbindet Ampferbach mit Dietendorf am gegenüberliegenden Ufer der Rauhen Ebrach sowie dem Hauptort Burgebrach (2,3 km südlich). Zudem führt die Staatsstraße 2779 entlang der Rauhen Ebrach über Niederndorf (2 km nordwestlich) nach Schönbrunn im Steigerwald (3 km nordwestlich).

## Geschichte
Ampferbach wurde erstmals 1023 urkundlich erwähnt. Die Brauerei Hermann in Ampferbach besteht seit dem Jahr 1754 und wurde unter dem Namen Schiller gegründet. Sie besitzt eine Brauereigaststätte und trägt seit 1961 ihren heutigen Namen. Zudem besteht seit 1870 die Gaststätte Max-Bräu.
Die ehemalige Gemeinde Ampferbach wurde am 1. Mai 1978 mit Dietendorf im Zuge der Gebietsreform in Bayern nach Burgebrach eingemeindet.

## Religion

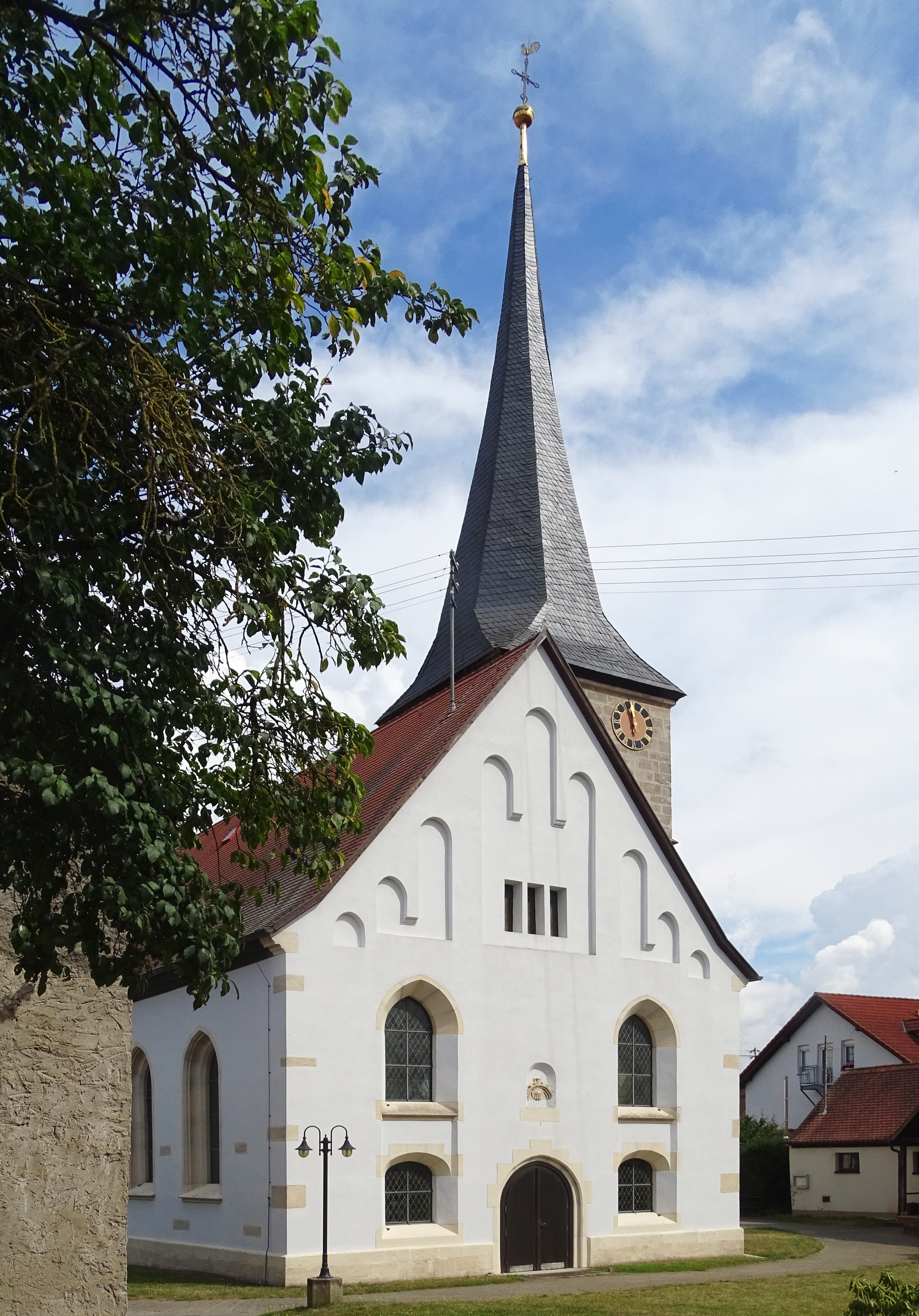
Katholische Kuratiekirche zur Auffindung des Heiligen Kreuzes

Die katholische Kuratiekirche zur Auffindung des Heiligen Kreuzes besteht bereits seit dem 13. oder 14. Jahrhundert. Die älteste Glocke stammt aus dem Jahr 1557, später kamen drei weitere Glocken hinzu. In den Jahren 1906 und 1907 wurde die Ampferbacher Kirche deutlich erweitert und umgebaut.

## Kultur
Die Liste der Baudenkmäler in Burgebrach führt die Baudenkmäler in Ampferbach auf.